# Diritto canonico

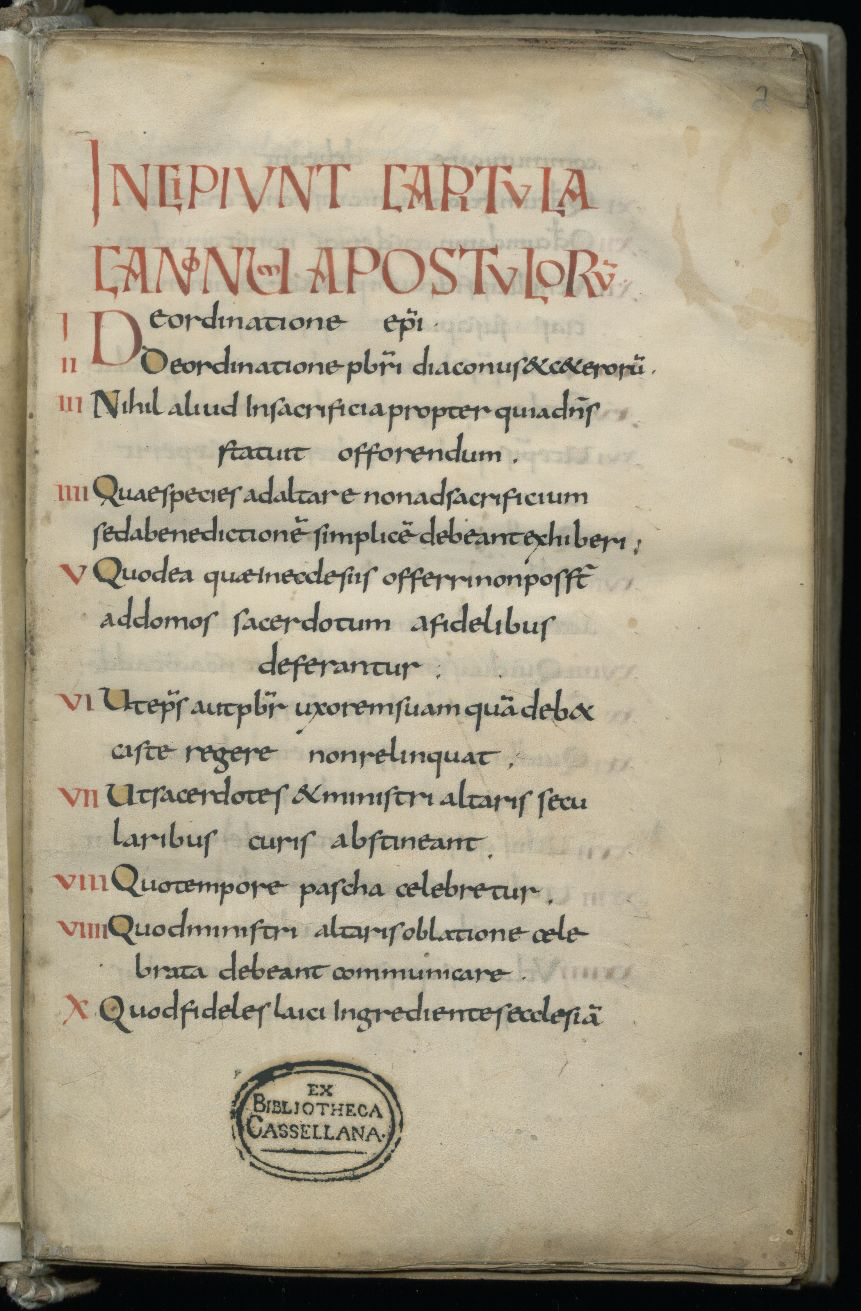
Edizione del IX secolo della Collectio Dionysiana, compilata verso la fine del V secolo fu una delle prime raccolte di diritto canonico

Il diritto canonico (in latino ius canonicum) è l’insieme di norme giuridiche di diritto positivo o naturale, regolamenti e documenti dottrinali formulati da una legittima autorità ecclesiastica al fine di regolare l'attività di una Chiesa cristiana e dei suoi fedeli nonché le sue relazioni con la società esterna. Quindi, con diritto canonico ci si riferisce a tutto il corpo normativo proprio della Chiesa cattolica (sia di quella latina che di quelle sui iuris orientali), della Chiesa ortodossa, delle Chiese ortodosse orientali e delle singole Chiese nazionali all'interno della Comunione anglicana. Non va confuso con il diritto ecclesiastico, che è il diritto con cui gli stati regolano i loro rapporti coi credenti e con le varie confessioni religiose.
Sebbene da un punto di vista storico il diritto canonico appaia continuo dalle origini del cristianesimo ad oggi, i diversi scismi avvenuti lungo la storia della Chiesa hanno portato allo sviluppo di diversi procedimenti legislativi, interpretativi e giudiziali tra le diverse confessioni. Il diritto canonico, inoltre, nella sua bimillenaria vita è stato profondamente influenzato da tutti i cambiamenti sociali, politici, economici, culturali ed ecclesiastici avvenuti nel corso del tempo.
La prima fonte del diritto canonico è la legge di Dio contenuta nelle Sacre scritture, Antico e Nuovo Testamento, che ne costituisce il substrato e i principi fondamentali su cui nei secoli si costruì una "Tradizione" grazie all'incessante magistero della Chiesa, ai lavori dei Padri e alle decisioni dei concili. Dopo i primi tre concili ecumenici (Nicea del 325, Costantinopoli del 381 e Efeso del 431) fu a seguito delle decisioni del quarto, il concilio di Calcedonia del 451, che si verificarono le prime divisioni con le Chiese ortodosse orientali che rifiutarono i canoni calcedonesi. Tra la Chiesa latina e quella bizantina di Costantinopoli la comunione rimase pressoché stabile, anche se con diverse difficoltà, fino al 1054 quando il grande scisma le divise definitivamente anche sul piano giuridico.
Dopo il 1054 nella Chiesa occidentale il diritto canonico conobbe uno sviluppo imponente certamente aiutato dalla riscoperta, in ambito laico, del diritto romano attraverso i testi giustinianei grazie alla scuola bolognese dei glossatori e alla nascita delle prime università medievali di diritto. Imponenti lavori di raccolta ragionata, si ricorda in particolare l’opera del giurista Graziano, furono pietre angolari di un sistema giuridico sempre più complesso a cui gli stessi pontefici non mancarono di dare il loro contributo con la promulgazione di decretali e con la promozione di ulteriori lavori di sistemazione e raccolta. Tale sviluppo continuò ininterrotto fino alla riforma protestante del XVI secolo, ovvero quando le nuove Chiese che ne originarono lo rifiutarono. La Chiesa di Inghilterra, anch’essa riformata a seguito di uno scisma, ne mantenne comunque la nozione da cui, tuttavia, ne sviluppò uno proprio accettato da tutta la Comunione anglicana.

## Terminologia e fondamenti
La parola canonico deriva dal corrispettivo greco κανών, che significa semplicemente "regola", ed è stata usata in maniera inequivocabile nel Concilio di Nicea del 325 quando furono trattati i canones disciplinares, ma il suo uso ha cominciato a ricevere preferenze nette solo dall'VIII secolo. Tuttavia nel corso della storia della Chiesa si è parlato spesso anche di ius sacrum, ius decretalium, ius pontificium e ius ecclesiasticum.
Un'altra distinzione nasce dal fatto che la Chiesa si definisce un'unica realtà composta da un elemento divino e da un elemento umano, regolata correlativamente sia dal "diritto divino" che dal "diritto (meramente) ecclesiastico", ovvero dalle norme stabilite esclusivamente dalla competente autorità ecclesiastica. Il diritto divino si divide in naturale e positivo: del primo, fanno parte tutti i diritti umani intrinseci alla natura umana stessa; del secondo, tutte le regole manifestate nella Rivelazione divina, ricavabili dai testi sacri e dalla Tradizione apostolica.
La legittimità del diritto canonico trova fondamento sull'accettazione della visione sacramentale della Chiesa, intesa come comunità, e del riconoscimento della missione attribuita da Gesù Cristo agli apostoli e poi continuata dal collegio dei vescovi loro successori. La Chiesa cattolica riconosce, inoltre, la figura del papa considerandolo capo dei vescovi in quanto successore dell'apostolo Pietro a cui, secondo la dottrina cattolica, Gesù avrebbe affidato la guida della Chiesa con le parole riportate nel vangelo secondo Matteo 16,18.

## Origini e formazione

### Legge di Dio e prime comunità cristiane

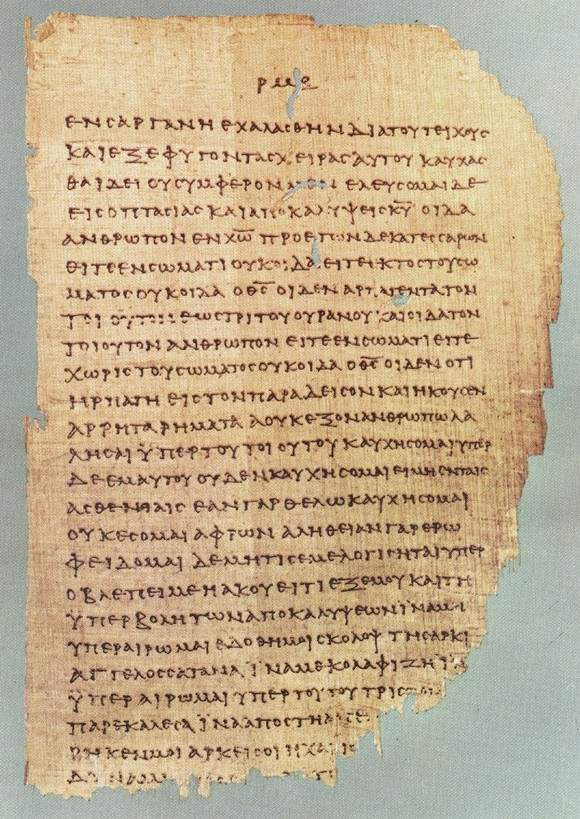
Un foglio del papiro 46, uno dei frammenti più antichi contenenti parte del Nuovo Testamento

Il nucleo originale del diritto canonico, che funge da substrato per tutta la produzione giuridica umana dalle origini del cristianesimo ad oggi, è da ricercarsi nella legge di Dio (jus divinum) ovvero nelle Sacre Scritture che per i cristiani sono l'Antico e Nuovo Testamento. Nell'Antico, comune anche ad ebrei e musulmani, è contenuta la legge fondamentale del cristianesimo, una "legge di Alleanza" in quanto rivelata da Dio, ove il decalogo, ossia i Dieci comandamenti rivelati a Mosè sul monte Sinai, sono la base fondamentale. L'Antico Testamento è riconosciuto da tutte le confessioni cristiane, anche se vi sono leggere divergenze tra di esse riguardo al canone. Tuttavia è da notare che esso non è inteso dalle Chiese come una fonte giuridica assoluta da applicare direttamente in tutte le sue parti, ma solo nei suoi principi fondamentali. Il Nuovo contiene la Rivelazione ossia la vita e le opere di Gesù Cristo riportate nei quattro vangeli canonici, definiti come il "condensato, il diritto costitutivo o costituzionale della Chiesa nella sua forma di comunione gerarchica tra Cristo, gli Apostoli ed i loro successori". Ai vangeli si aggiungono gli Atti degli Apostoli, le Lettere di San Paolo, le Lettere cattoliche e l'Apocalisse di Giovanni. I rapporti tra l'Antico e Nuovo Testamento sono da ricercarsi nelle parole di Cristo, riportate nel vangelo secondo Matteo, in cui afferma di non essere venuto per abrogare la legge antica, ma per completarla.
Sebbene la legge di Dio sia da considerarsi fonte di principi e non di norme in senso stretto, questa poteva andare più che bene per le prime comunità dal numero assai esiguo di fedeli; con la repentina diffusione del cristianesimo in epoca precostantiniana e la conseguente crescita dei credenti si rese necessaria la messa a punto di un diritto, di produzione umana e direttamente applicabile, che permettesse di far fronte ad una serie di problematiche organizzative, disciplinari nonché per preservare un'unica dottrina al riparo dalle eresie. Tale produzione viene conosciuta come "Tradizione" e comprenderà tutta l'opera normativa compiuta dalla Chiesa dall'età apostolica in avanti, il suo magistero, i canoni dei concili e gli scritti dei padri.

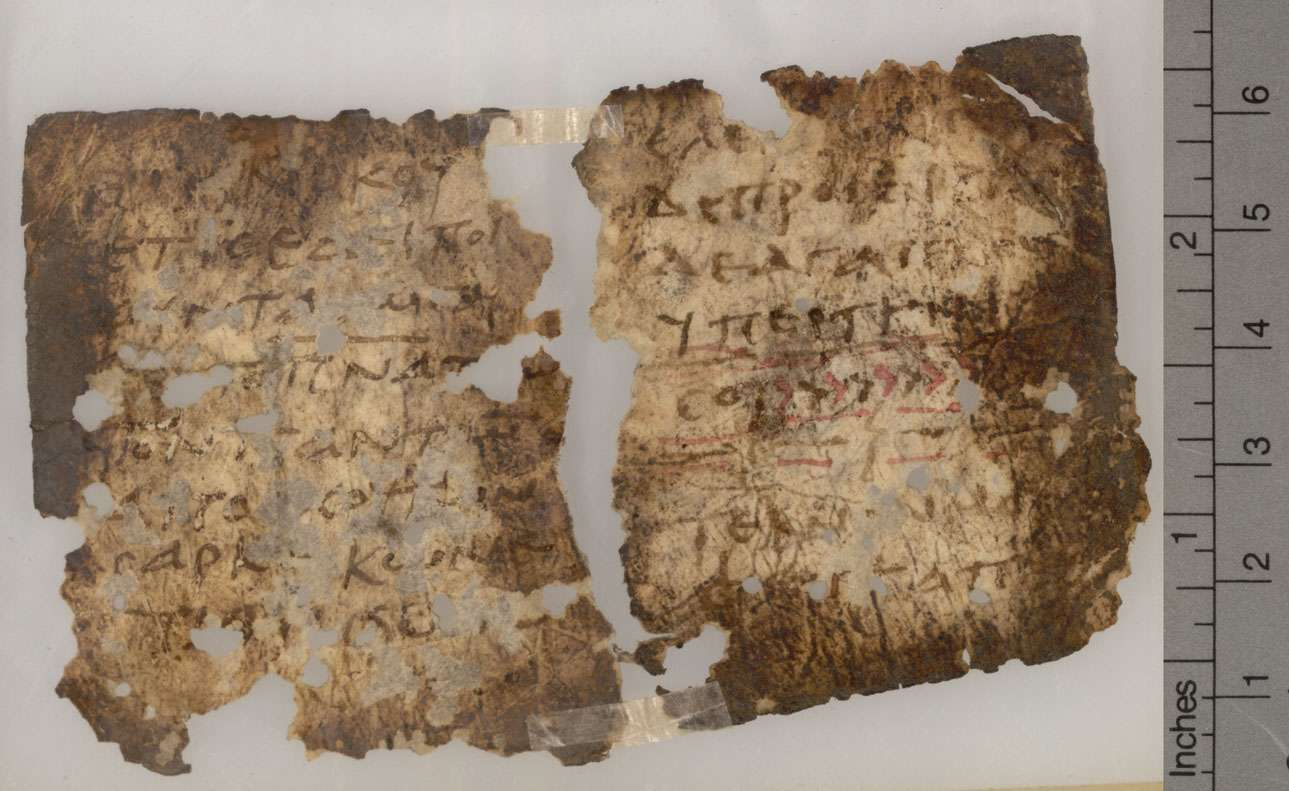
Frammenti della Didaché

Tra le prime fonti normative della Tradizione vi è la Didaché o Dottrina dei Dodici Apostoli. Compilata probabilmente in oriente tra la fine del I e l'inizio del II secolo rientra nella cosiddetta letteratura subapostolica tranne che per la chiesa ortodossa etiope che la inserisce nel Nuovo Testamento. In essa vi sono norme catechetiche e morali a cui dovevano attenersi le prime comunità, una parte liturgica riguardante i riti del battesimo e dell'eucaristia, una parte riguardante l'organizzazione della Chiesa antica e delle sanzioni disciplinari e una parte conclusiva escatologica. Ad essa seguirono il breve scritto della Tradizione Apostolica, una collezione di regolamenti, istruzioni, prassi liturgica e norme di vita comunitaria, tradizionalmente attribuito a Ippolito di Roma e databile ai primi anni del III secolo; e la  Didascalia apostolorum, composta forse in Siria nella seconda metà dello stesso secolo, una raccolta di disposizioni destinata ad una comunità di convertiti dal paganesimo.

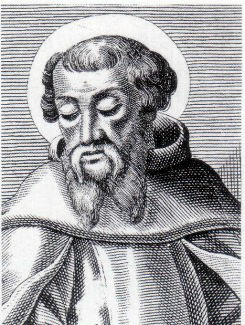
Ireneo di Lione

Da queste fonti si possono ricostruire le fisionomie delle comunità dei primi secoli. Esse appaiono organizzate gerarchicamente: il vertice è il vescovo assistito dai presbiteri e dai diaconi, a cui erano affidate le attività assistenziali. Per entrare pienamente nella comunità era necessario ricevere il sacramento del battesimo dopo un periodo generalmente lungo di catecumenato. La penitenza, seguita dell'assoluzione, era un sacramento irripetibile ed amministrato pubblicamente. A partire dal II secolo si dovette affrontare, non senza difficoltà, il problema del reinserimento nella comunità dei lapsi, ovvero quei cristiani che avevano rinnegato la fede per salvarsi dalle persecuzione.
I primi assetti normativi della Chiesa non poterono limitarsi solo agli aspetti organizzativi e rituali, ma riguardarono anche alla difesa dell'ortodossia, ovvero di quella che si riteneva essere la vera dottrina. In un mondo in cui le deviazioni dottrinali erano frequentissime, si pensi alle dottrine gnostiche o al montanismo, dovute anche alle difficoltà di mantenimento dei contatti tra le comunità più distanti spesso costrette a vivere nella clandestinità, si presentò presto la necessità di regolare dettagliatamente quale fosse la fede corretta. Un primo sforzo in tal senso si deve al filosofo Giustino, vissuto verso la metà del II secolo, ma fu il vescovo e teologo Ireneo di Lione con la sua celebre opera Adversus Haereses, scritta intorno al 180, in cui si arriva alla formulazione del concetto un'unica Chiesa, definita successivamente dagli storici con il termine "Grande Chiesa".

### L'età dei grandi concili ecumenici

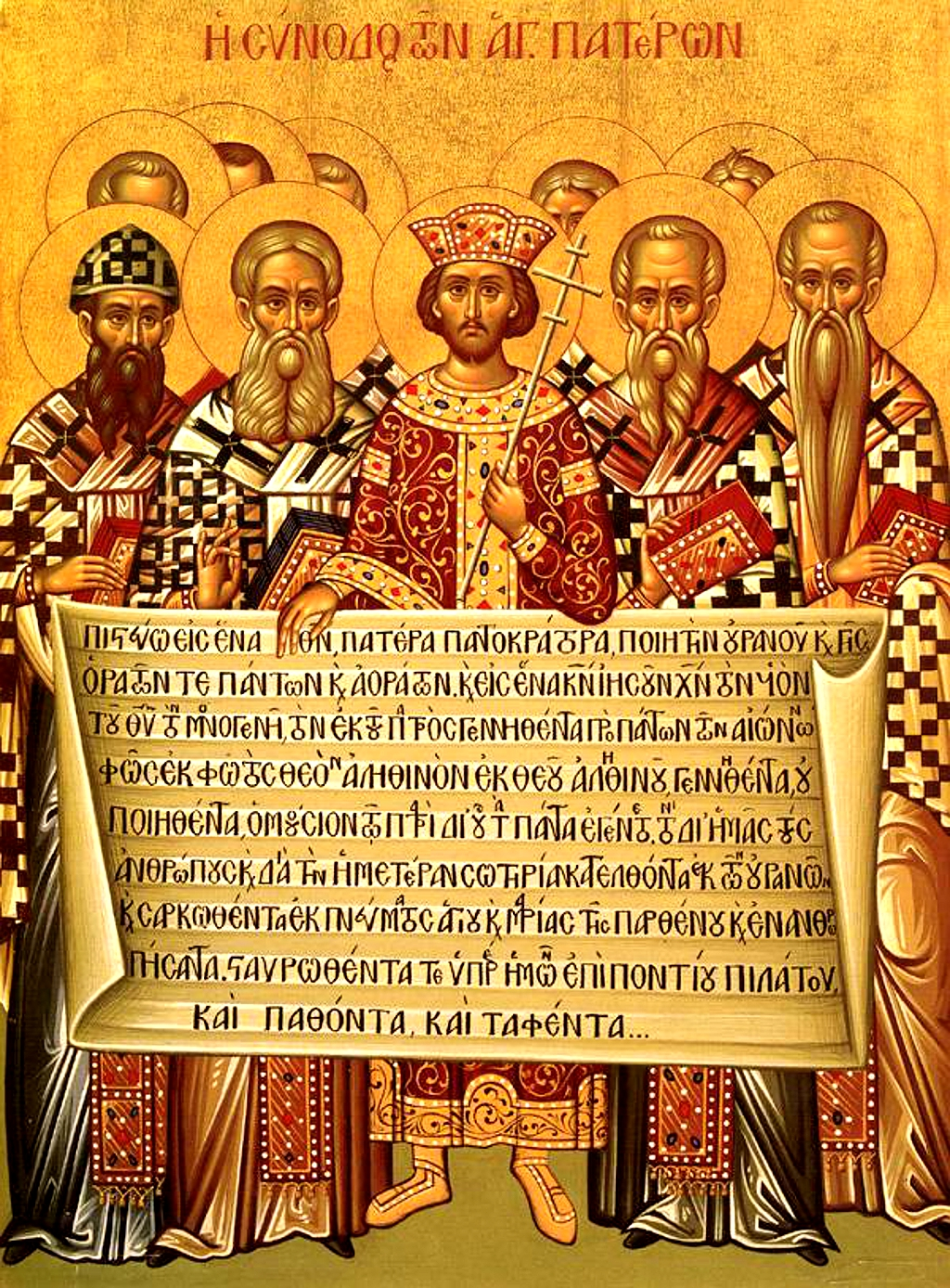
L'imperatore Costantino I fra i Padri conciliari al Concilio di Nicea del 325: il rotolo contiene anacronisticamente il testo del Simbolo niceno-costantinopolitano del 381 nella forma posteriormente datagli nella liturgia greca.

Con l'editto di Milano del 313 viene sancita la libertà di culto per il cristianesimo, ma questo non mise affatto fine alle dispute teologiche. Tuttavia, grazie all'intervento degli imperatori, che ritenevano l'unità religiosa fondamentale per l'unità dell'impero stesso, vennero convocati dei concili ecumenici allo scopo di fermare le divergenze eretiche, affermare un'unica ortodossia e affrontare questioni organizzative, comportamentali e disciplinare. Il primo dei quattro grandi concili fu quello di Nicea indetto da Costantino I nel 325; chiamato allo scopo di affrontare la questione dell'arianesimo, produsse decisioni su molti temi tradotti in norme, che da allora preso la denominazione di canoni. A Nicea seguirono Costantinopoli I (381), Efeso (431) e Calcedonia (451); l'ultimo in particolare ebbe la conseguenza di creare una spaccatura, ancora aperta, con la costituzione delle cosiddette Chiese ortodosse orientali (o chiese precalcedonesi) che rigettarono la formulazione cristologica deliberata dai padri conciliari. Accanto alle decisioni conciliari continuarono a godere di grande autorevolezza per l'assetto della Chiesa gli insegnamenti dei padri della Chiesa, che rappresenteranno sempre una delle fonti di maggior prestigio del diritto canonico.
Contestualmente ai grandi concili iniziò a manifestarsi l'esigenza di raccogliere tutto il materiale normativo che regolava la vita della Chiesa in collezioni ragionate, spesso in ordine cronologico o per argomento. Tra le più importanti vi furono il Syntagma canonum e il Corpus canonum orientale quest'ultimo composto verso la metà del IV secolo e successivamente integrato con i canoni dei concili successivi, con le lettere canoniche dei padri e con gli scritti del vescovo Tascio Cecilio Cipriano. Verso la metà del VI secolo Giovanni III Scolastico propose una sua raccolta, basata non più su criteri cronologici o sistematici, ma sul principio filosofico sotteso nelle norme.

## Chiesa cattolica

### Storia

#### Ius antiquum: periodo pre-grazianeo

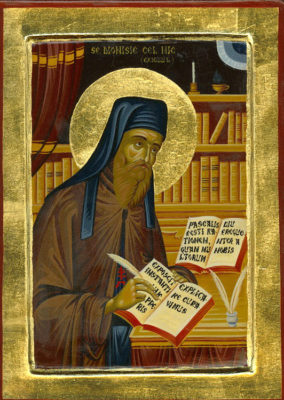
Il monaco Dionigi il Piccolo, autore della Collectio Dionysiana una delle più importanti raccolte antiche di diritto canonico comprendente decretali pontificie

Con la morte dell'imperatore Teodosio I, avvenuta nel 395, l'Impero Romano venne diviso tra Oriente e Occidente e ciò contribuì al processo di allontanamento tra la Chiesa di Roma e quella orientale. Senza l'ingombrante presenza dell'imperatore in Italia iniziò a guadagnare sempre più prestigio e autorevolezza la figura del vescovo di Roma che un po' alla volta cercò di imporsi come capo di tutta la Chiesa. La prima attività legislativa nota di un pontefice, anche se è molto probabile che ve ne fossero state di antecedenti, risale al decretale del 10 febbraio 385 con cui papa Siricio imponeva il celibato ecclesiastico. Circa un secolo dopo papa Gelasio I, in una lettera indirizzata all'imperatore di Costantinopoli Anastasio I Dicoro, rivendicò il suo ruolo alla pari con quello dell'imperatore su tutta la cristianità, sebbene con giurisdizioni distinte, per l'universale benessere materiale e spirituale.
Ma un grande aiuto al primato papale si deve al lavoro del monaco Dionigi il Piccolo che, tra il V e il VI secolo realizzò una raccolta, conosciuta come Collectio Dionysiana, di diritto canonico comprendente decretali promulgate dai papi da Siricio a Anastasio II fornendo al papato lo strumento normativo adatto alle sue ambizioni. Dall'opera di Dionigi in poi, almeno per l'occidente, la produzione normativa della Sede romana fu considerata sempre gerarchicamente superiore a tutte le altre, comprese le raccolte dei concili. Tale processo trovò il suo compimento con papa Gregorio Magno che, tuttavia, dovette affrontare uno scontro con il patriarca di Costantinopoli Giovanni IV Nesteutes, che si era definito "ecumenico", dichiarandosi pertanto pari al vescovo di Roma; a ciò Gregorio rispose assumendo il titolo di "Servus servorum Dei", mantenuto poi dai papi successivi. Quando, nel 754, i Franchi guidati da Carlo Magno presero il controllo dell'Italia, dettero inizio a una politica di protezione nei confronti della Chiesa di Roma, ma, nel contempo, perpetrando fortissime ingerenze. Le costituzioni emanate dai sovrani carolingi presero il nome di "capitolari" (capitulare  in latino), un termine utilizzato solitamente per la legislazione ecclesiastica, una scelta che aveva l'obiettivo di assimilare il potere temporale a quello spirituale.

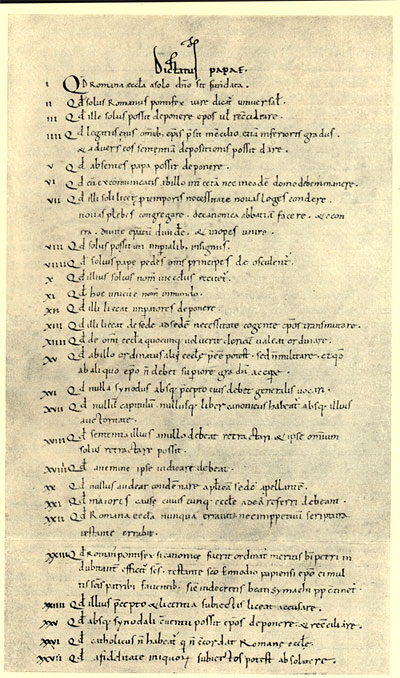
Il Dictatus papae in cui Gregorio VII espose i diritti e le prerogative che secondo lui doveva possedere il pontefice

Fino al X secolo l'autonomia della Chiesa latina fu sempre più ridotta fino a quando, sulla spinta della riforma monastica cluniacense, i papi che si susseguirono dal concilio di Sutri del 1046 in poi riuscirono a dare vita ad una sostanziale riforma, che comportò anche gravi scontri contro l'impero, in quella che è passata alla storia come "lotta per le investiture". Validi teologi, come Umberto di Silva Candida, Federico Gozzelon e Pier Damiani, edificarono un solido impianto dottrinale e giuridico per condannare la simonia, il nicolaismo e rafforzare l'autorità del pontefice. Nel 1059 papa Niccolò II promulgò la bolla In nomine Domini, con cui si sottraeva al potere imperiale e alla nobiltà romana l'elezione del pontefice, attribuendone il diritto al solo collegio cardinalizio. Ma il vero protagonista della riforma fu papa Gregorio VII, il quale affermò la sua visione del pontefice come autorità suprema sulla comunità cristiana nel suo celebre Dictatus papae. Gli anni della riforma furono anche quelli in cui si consumò il grande scisma tra Chiesa d'occidente e d'oriente, scaturito da una serie di disaccordi su questioni teologiche e giuridiche, come il dibattito sul Filioque, il celibato ecclesiastico e il riconoscimento del primato papale. Nonostante alcuni infruttuosi successivi tentativi di ricomposizione dello scisma, la comunione tra la Chiesa d'Oriente e d'Occidente non verrà più ristabilita e pertanto esse proseguiranno la propria storia su strade diverse, ognuna con il proprio peculiare diritto.

#### Ius novum: il periodo classico (XII-XVI secolo)

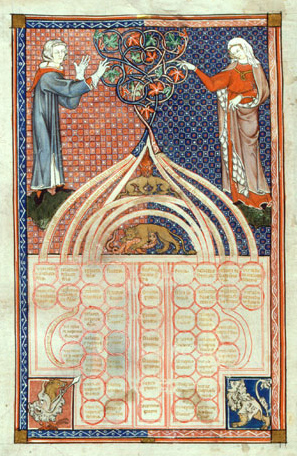
Il giurista Graziano (1140)

Il nuovo assetto raggiunto dalla Chiesa di Roma dopo la Riforma dell'XI secolo rese necessario di poter disporre un corpo legislativo unico, in grado di far fronte alle mutate esigenze. Tra i primi a cimentarsi nell'impresa di riordinare il diritto canonico furono Burcardo di Worms, autore delle Regulae Ecclesiasticae; il vescovo Anselmo di Lucca, con la sua Collectio canonum; e Ivo di Chartres redattore di un compendio agli inizi del XII secolo. Ma l'opera che rappresentò un vero punto di svolta fu quella intrapresa intorno al 1140 da Graziano che, sull'esempio della scuola dei glossatori, portò a termine la prima effettiva opera giuridica su testi canonici: il celebre Decretum Gratiani. Si tratta di una poderosa compilazione in cui riunì quasi 4 000 scritti che andavano dai testi dei padri della Chiesa, ai canoni dei grandi concili e sinodi locali, ai documenti prodotti dai vari pontefici. Largo spazio venne dato alla produzione di Sant'Agostino e di papa Gregorio Magno; vennero presi in considerazione anche passi tratti da testi di diritto romano secolari. L'opera di Graziano fu così importante che la sua realizzazione è considerata dagli storici del diritto come l'inizio del "periodo classico", o "età aurea", del diritto canonico. L'innovazione del lavoro di Graziano fu quella di aggiungere brevi commenti ai testi con l'obiettivo di chiarirne il significato e risolvere le contraddizioni eventualmente esistenti. Il decretum non venne mai riconosciuto ufficialmente, ma stimolò la produzione di diversi commenti, studi e glosse, tra cui quella ordinaria redatta da Giovanni Teutonico, successivamente corretta e ampliata da Bartolomeo da Brescia.
Con il nuovo assetto gerarchico raggiunto dalla Chiesa dopo la riforma del secolo precedente, il pontefice, oramai equiparabile ad un monarca assoluto, divenne la principale e indiscussa fonte legislativa. La vasta produzione dei papi rese necessario realizzare delle raccolte che ne rendesse agile la loro applicazione. Tra i primi a cimentarsi in tali imprese vi fu il pavese Bernardo Balbi che, tra il 1187 e il 1191, portò a termine un'antologia di decretali pontificie, chiamata Breviarium extravagantium, con l'obiettivo di completare l'opera di Graziano. Per la sua opera, Balbi ricorse ad una suddivisione in cinque libri, un'impostazione seguita dai suoi posteri. Il Breviarium extravagantium rivestì un'importanza enorme ed è considerata la prima delle cinque collezioni conosciute come Quinque compilationes antiquae. La terza compilatio fu la prima a ricevere la sanzione ufficiale da un papa, venendo promulgata nel 1210 con la bolla Devotioni vestrae da parte di papa Innocenzo III che l'aveva commissionata a Pietro Collevaccino.

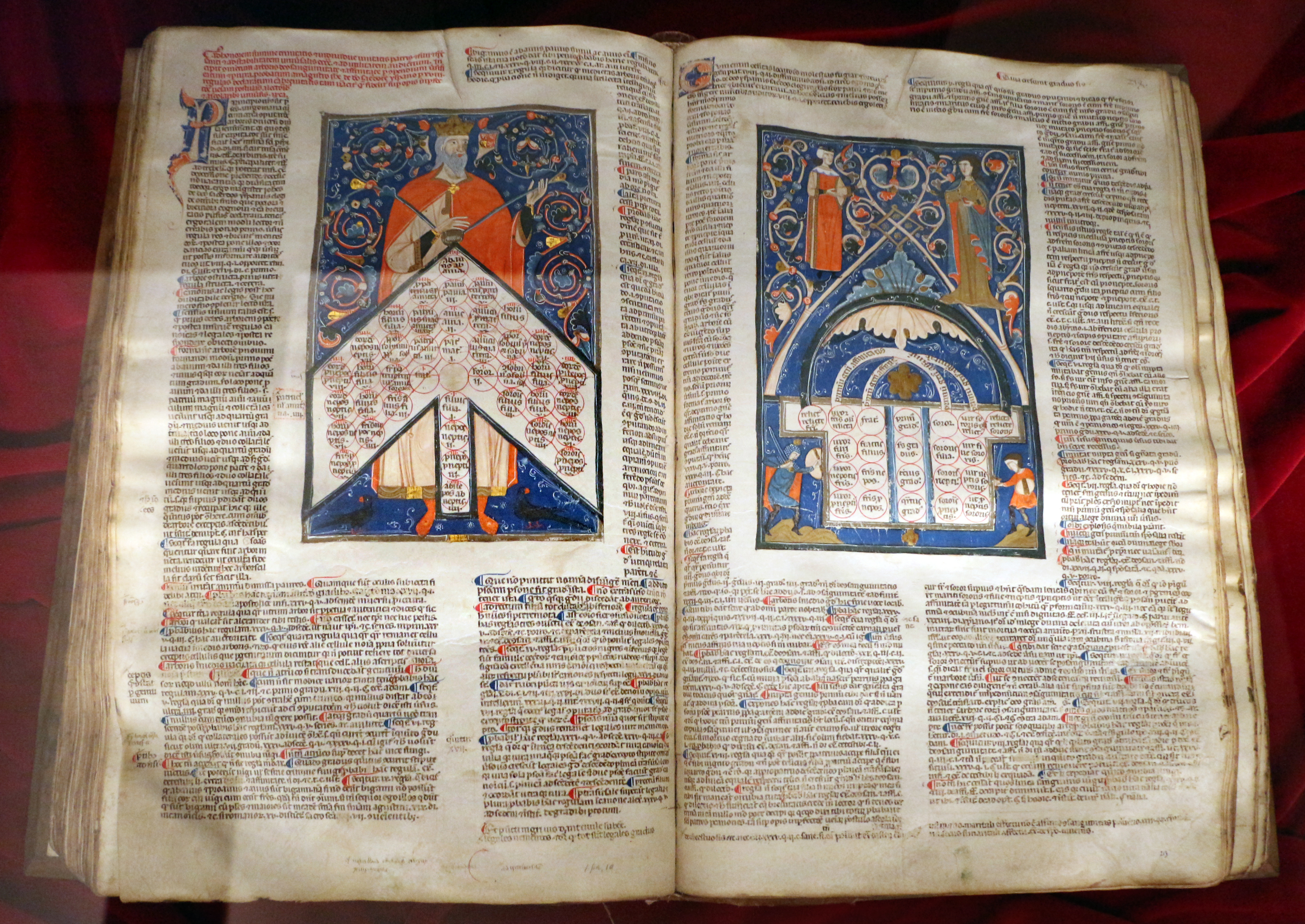
Pagina del Liber Extra di Gregorio IX con commento di Bernardo da Parma, manoscritto del 1290 circa.

Le Quinque compilationes vennero però superate dal Liber Extra, redatto nel 1245 dal giurista Raimondo di Peñafort per volere di papa Gregorio IX. Con questa imponente raccolta, comprendente anche le definizioni dogmatiche e le norme liturgiche, la Chiesa si era definitivamente dotata di un corpus giuridico finito, con cui disciplinava tutti gli aspetti di suo interesse. Il quadro delineato dal Liber Extra fu così maturo che, almeno nelle sue componenti essenziali, è rimasto sostanzialmente invariato fino a influenzare le codificazioni dell'inizio del XX secolo. Tuttavia, il Liber Extra non mise fine alla nascita di ulteriori collezioni realizzate per volere dei successivi pontefici, desiderosi di raccogliere le proprie decretali. L'opera più influente fu quella voluta da papa Bonifacio VIII che la chiamò Liber Sextus in quanto, inizialmente, doveva essere solo un'appendice di aggiornamento all'opera di Gregorio IX. In fondo all'opera compare, per la prima volta in una compilazione canonica, un titolo de regulis iuris (ad imitazione del Digesto), scritto dal giurista Dino del Mugello dimostrando l'impostazione romanistica dell'opera. Agli inizi del XIV secolo papa Clemente V ritenne, a sua volta, di dover aggiornare le raccolte dei predecessori dando vita ad un Liber Septimus, conosciuto anche come Clementinae. A causa della sua morte l'opera venne promulgata, senza modifiche, ufficialmente il 25 ottobre 1317 con la bolla Quoniam nulla emanata da papa Giovanni XXII. Le Clementinae furono l'ultima raccolta sanzionata da una bolla pontificia, e quindi dotata di ufficialità; le due che seguirono furono lavori di iniziativa privata: le Extravagantes Iohannis XXII, una raccolta di decretali di papa Giovanni XXII realizzata nel 1317, e le Extravagantes communes, compilata da Giovanni di Chappuis alla fine del XV secolo con l'intento di raccogliere la produzione giuridica da Urbano IV a Sisto IV.

#### Periodo moderno: XVII-XIX secolo

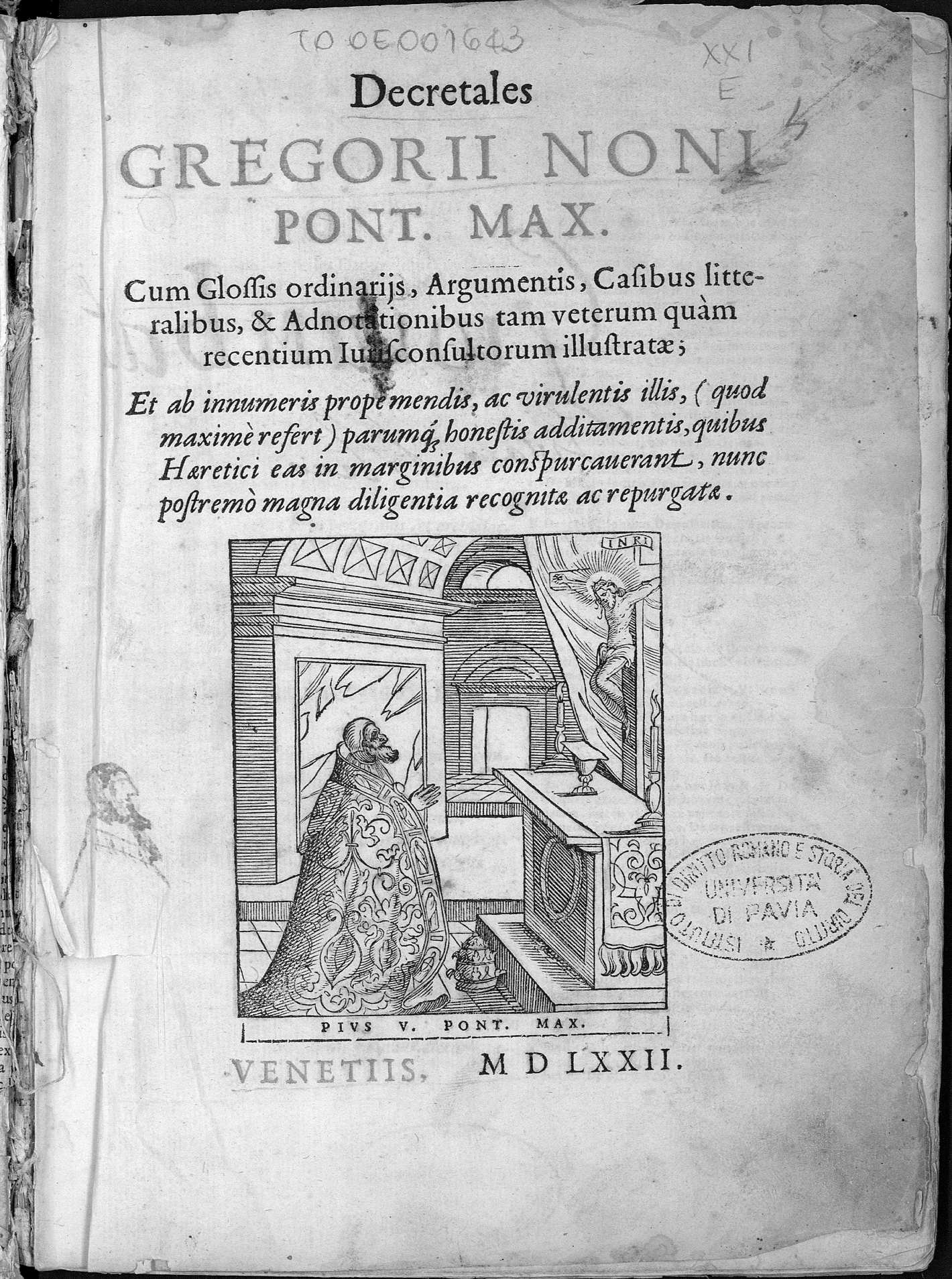
Corpus Iuris Canonici, edizione del 1572

Dal concilio di Trento, chiusosi nel 1563 dopo un ventennio di lavori, chiamato a risolvere i problemi che affliggevano la Chiesa e tentare di ricomporre lo scisma della riforma protestante, emersero nuove regole dottrinarie, ma anche e soprattutto disciplinari, che contribuirono a fissare l'aspetto giuridico dell'organizzazione ecclesiastica della Chiesa in maniera rilevantissima. Tra i più importanti risultati fu il decreto Tametsi, con cui venne regolato il matrimonio canonico, stabilendo un requisito di forma per la sua validità e introducendo l'istituto delle pubblicazioni che dovevano precederlo. Fu l'occasione anche per istituire i registri parrocchiali, in cui il matrimonio doveva essere trascritto, così come dovevano essere registrati nascite e decessi.
I lavori conciliari avevano messo in luce la necessità di rivedere in modo organico il corpus normativo della Chiesa cattolica. Già il Concilio di Basilea del 1431 aveva identificato le sei collezioni di diritto canonico che avrebbero dovuto costituirlo, ovvero: il Decretum Gratiani, il Liber Extra, il Liber Sextus, le Clementinae, le Extravagantes Iohannis XXII e le Extravagantes communes. Tuttavia negli anni erano state pubblicate diverse edizioni delle stesse raccolte, la cui diffusione venne agevolata dall'introduzione della stampa a caratteri mobili: questa varietà di edizioni resero difficoltosa l'applicazione delle norme. Così, negli anni 1560 papa Pio IV nominò una commissione di cardinali e di giuristi, che fu detta dei Correctores Romani, a cui conferì l'incarico di rivedere, emendare e correggere il testo di tutte le sei collezioni, in modo da giungere ad un'edizione corretta dal punto di vista filologico. Dopo circa un ventennio di lavori finalmente papa Gregorio XIII poté approvare con il breve apostolico Cum pro munere del 1º luglio 1580 i risultati della commissione, ordinando la stampa di quello che è conosciuto come Corpus Iuris Canonici. Due anni dopo, con il breve Emendationem Gregorio XIII ordinò l'applicazione del Corpus, vietando qualsiasi modifica al testo.
Questo periodo è caratterizzato da un forte e sempre maggiore accentramento del potere in seno a Roma a discapito delle Chiese particolari e locali: una tendenza, a dire il vero, iniziata già nel XVI secolo, e naturale reazione al fenomeno protestante, che abolì tutte le autonomie non strettamente necessarie alle Chiese particolari, per mantenere salda l'unità della Chiesa.
Sorge anche un rapporto sempre maggiormente conflittuale con gli Stati temporali, che porta al periodo del cosiddetto giurisdizionalismo, in cui i canonisti si sforzano di affermare che la Chiesa e lo Stato, nei loro ambiti, siano due società perfette, e che la prima ha diritto e necessità di tutte le sue libertà, specialmente la non soggezione alla realtà politica. È dopo la Rivoluzione francese che la separazione tra le due realtà si compie definitivamente e che il diritto canonico si scinde definitivamente da quello secolare: gli Stati non danno più sostegno alla Chiesa (cosiddetto separatismo), che si trova a dover codificare da sola le proprie regole.
L'aspetto giuridico della Chiesa è un grande mare magnum. Anche il diritto civile si presentava similmente. È proprio nel diritto civile che sorge il dibattito che avrà ripercussioni in ambito canonico, con l'esigenza di creare un unico codice. Opinione degli illuministi: mito di un unico diritto per avere la certezza assoluta. Napoleone Bonaparte capisce che un sistema così vasto rende difficile l'opera autocratica dell'imperatore, per cui, per concentrare il potere nelle mani del sovrano, nasce nel 1804 il codice civile, che sostituisce tutto il codice francese. L'idea del codice piacque molto e in tutta Europa fiorirono i codici civili, tranne in Inghilterra, che non ha codice e rimane col suo sistema amplissimo di regole.
Papa Pio IX segna la svolta della Chiesa. Pur avendo perso il potere temporale, non ha alcuna pretesa di ricostruirlo, pertanto la Chiesa si rivolge quasi esclusivamente alla spiritualità e alle opere di carità. Durante il Concilio Vaticano I si discute circa la riforma del diritto canonico, e la maggior parte degli intervenuti è a favore della codificazione stessa. Altri sono contrari, perché vedono la codifica del diritto come una subalternità all'Illuminismo e alla concezione napoleonica. Non viene però presa al riguardo alcuna decisione.

#### Ius novissimum: le codificazioni del XX secolo

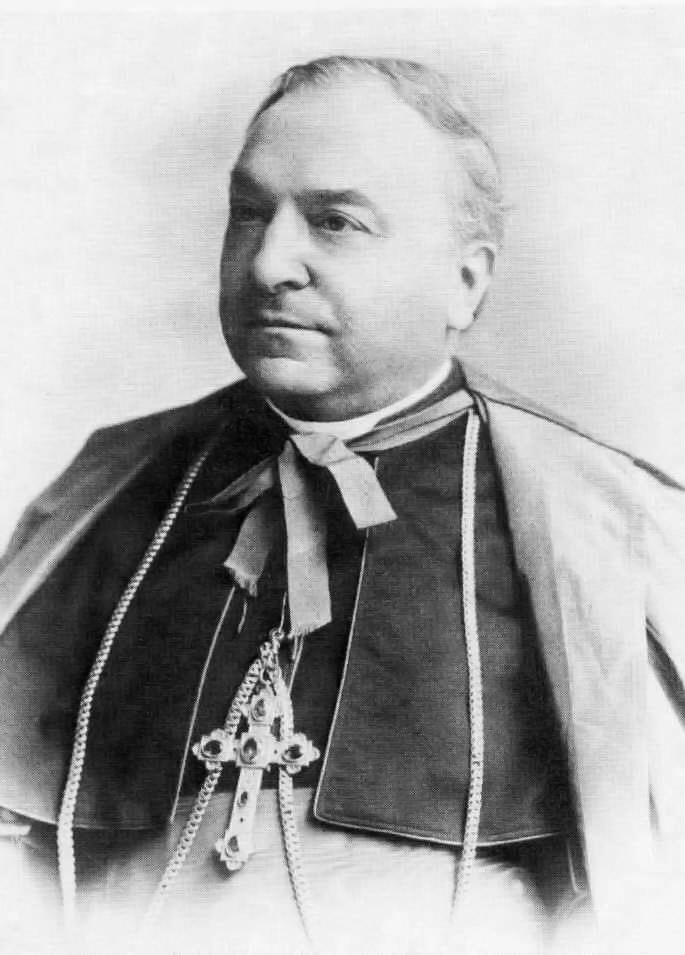
Il cardinale Pietro Gasparri, protagonista della realizzazione del codice Piano Benedettino

L'avvento nel 1804 del codice civile napoleonico aprì una nuova era del diritto. Su tale esempio, seguito da molti ordinamenti laici, anche nella Chiesa cattolica ebbe inizio un vivace dibattito sull'opportunità di procedere con la codificazione del proprio diritto. Le prime richieste di tal senso furono avanzate durante il Concilio Vaticano I, indetto nel 1868, ma la sua prematura conclusione nel 1870, a seguito della Presa di Roma da parte del Regno d'Italia, ne bloccò ogni possibile intenzione ufficiale, lasciando solo qualche spazio per iniziative private. Il tema tornò di attualità con l'elezione al soglio pontificio di papa Pio X che, fautore di una modernizzazione della struttura ecclesiastica e della curia romana, vedeva favorevolmente la promulgazione di un codice di diritto canonico.
Con il motu proprio Arduum sane munus, l'impresa fu affidata a una commissione pontificia, guidata dal cardinale Pietro Gasparri. I lavori durarono quasi dieci anni, sopravvivendo a Pio X morto nel 1914, e dopo aver avuto il benestare prima da parte di una commissione cardinalizia, poi da una di prelati della curia romana, nel giorno di Pentecoste del 1917 papa Benedetto XV poté promulgare con la bolla pontificia Providentissima Mater il codice Piano Benedettino. In esso, i compilatori riuscirono nell'intento di fare una sintesi di tutta la sapientia giuridica canonica, mettendola in un vero e proprio codice composto da brevi e sintetici canoni (2414 in totale) con cui si regolava tutta la vita giuridica della Chiesa. Il codice era diviso in cinque libri, mantenendo lo schema delle precedenti compilazioni: Norme generali, persone, cose, processi, delitti e pene.

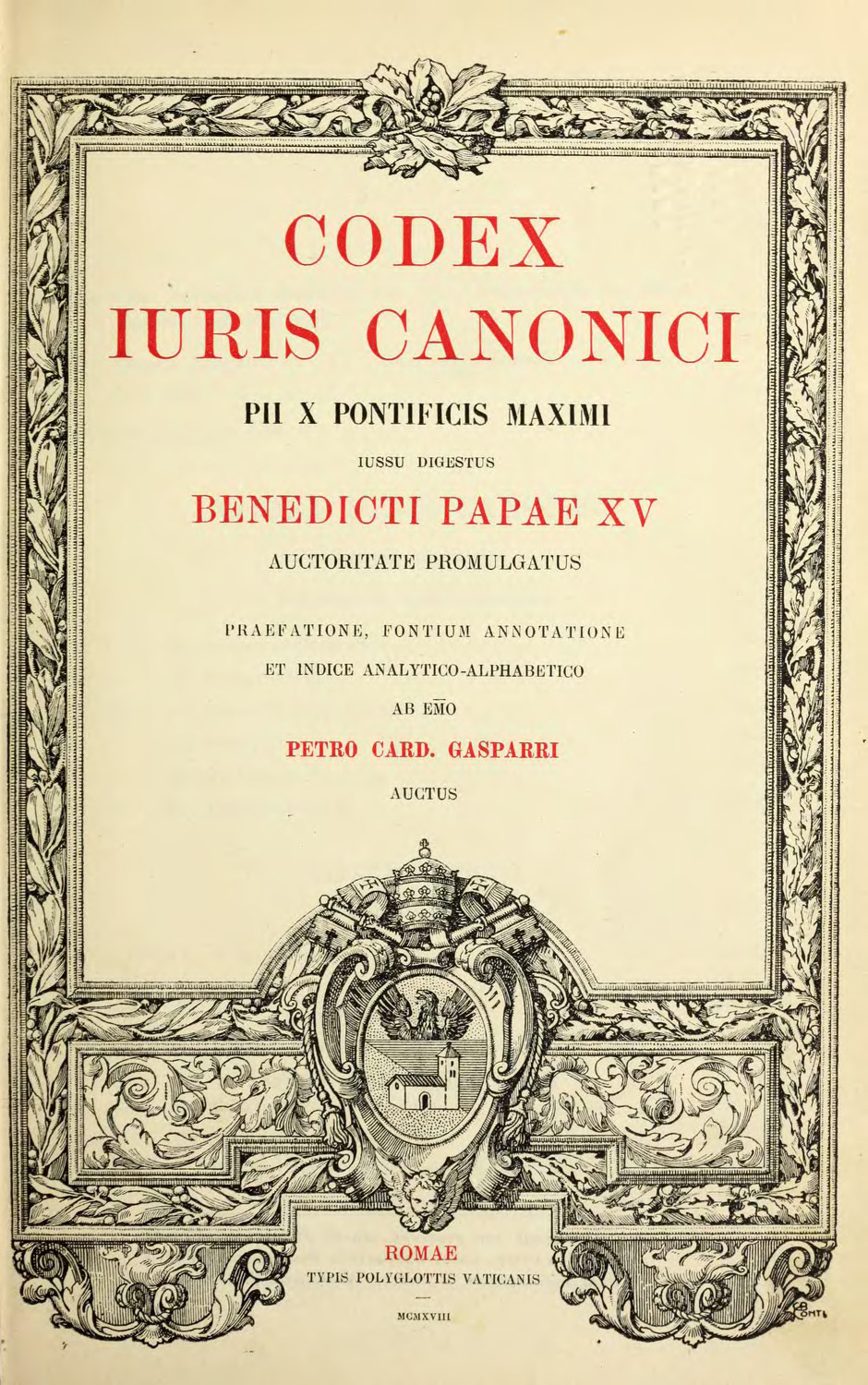
Frontespizio di un'edizione del Codex Iuris Canonici del 1917

Nell'ottica di una centralizzazione, Benedetto XV dette vita anche alla Pontificia commissione per l'interpretazione autentica del codice di diritto canonico a cui era demandato il compito di rispondere, sotto parere del pontefice, ai quesiti sul codice. Dopo il responso, l'interpretazione diviene autentica, cioè proveniente dallo stesso autore della legge, e vincolante. In questo modo le decisioni della commissione, pubblicate negli Acta Apostolicae Sedis, divengono parte integrante della legge. A partire dal 1923 il cardinale Gasparri diede inizio a un lavoro di pubblicazione in numerosi volumi delle fonti da cui derivano i canoni del codice, opera poi completata dal cardinale Jusztinián Serédi.
Il codice ricevette il plauso da gran parte delle comunità giuridica globale e fu di stimolo per un'intensa attività di commento e studio. Da ricordare il lavoro di approfondimento e introduzione al codice da parte di Ulrich Stutz e il manuale realizzato da Eduard Eichmann, poi ripubblicato in numerose edizioni dopo il successo riscontrato. Fu però la scuola canonista italiana a raggiungere i risultati più importanti con gli studiosi, anche laici, che riuscirono a «portare la materia a livello di raffinata analisi ed elaborazione sul piano giuridico, connotato da profonde e vivaci riflessioni metodiche».
Pio X promosse la ricostituzione del tribunale ecclesiastico della Sacra Rota Romana, la cui attività era cessata nel XIX secolo. Il contributo della Sacra Rota fu in particolare riguardante il diritto del matrimonio canonico, di cui il codice del 1917 aveva definito con precisione i caratteri. Sebbene inizialmente la sua attività fosse assai scarsa, essa negli anni andò ad incrementarsi e, anche grazie alla realizzazione di una raccolta delle sue sentenze, la Rota divenne un «punto di riferimento per la prassi e per la dottrina in campo matrimoniale».

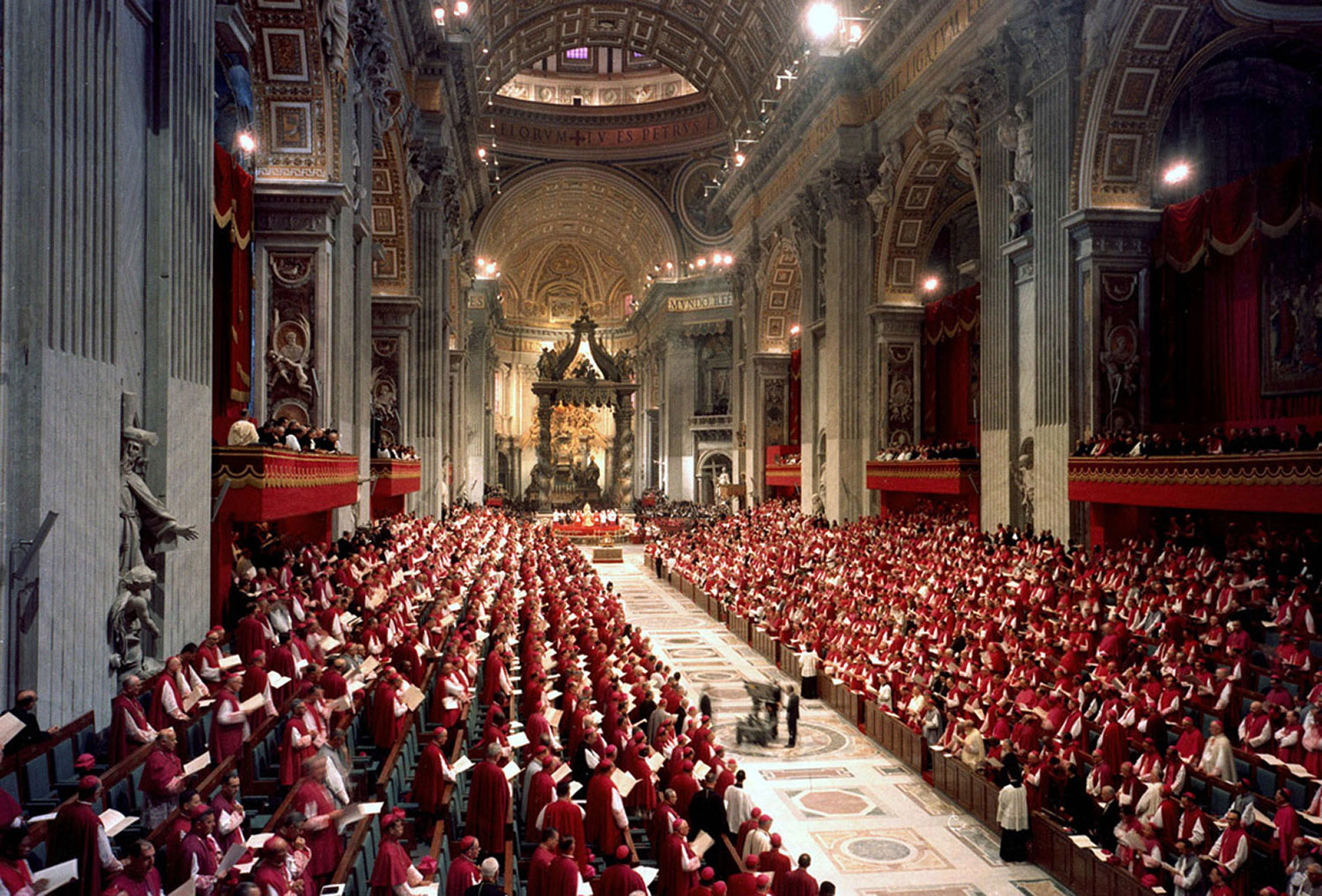
Sessione pubblica del Concilio Vaticano II

Quando papa Giovanni XXIII annunciò nel 1959 il Concilio Vaticano II non mancò di indicare come obiettivo contestuale e complementare anche la revisione e l'ammodernamento del codice del 1917, considerato non più adatto ai tempi. Il Concilio si chiuse nel dicembre 1965, dopo che papa Paolo VI aveva promulgato i documenti, composti da 4 costituzioni, 9 decreti e 3 dichiarazioni. Le materie che vennero riformate, talvolta in modo assai innovativo, furono molteplici: l'apostolato laico, la disciplina delle Chiese cattoliche orientali, il sacerdozio, l'ufficio dei vescovi, le relazioni con le confessioni non cristiane, la libertà di religione e l'educazione dei giovani. Successivamente, pontefice e congregazioni, emisero vari decreti per porre in atto la volontà conciliare; tutti questi verranno poi raccolti nell'Enchiridion Vaticanum.
I cambiamenti apportati alla Chiesa a seguito del Vaticano II resero il codice del 1917, ancora in vigore, oramai obsoleto e non più coerente con il nuovo assetto emerso dai lavori sinodali. Ad esempio, la maggiore valorizzazione dei laici, l'uguaglianza dei fedeli battezzati, il pieno riconoscimento della separazione tra Chiesa e Stato, erano tutti elementi oramai assodati, ma che non trovavano una corrispondenza nel codice, incentrato sul ruolo del pontefice e sulla gerarchia ecclesiastica. Pertanto, era evidente la necessità di procedere ad una non facile traduzione dei nuovi aspetti teologici e pastorali verso una loro declinazione giuridica. Tale operazione, che non sarà poi esente da critiche, venne affidata ad una commissione di esperti che lavorò sotto il costante controllo dei vertici della Chiesa, che frenarono le prospettive di un decentramento dell'autorità ecclesiastica.
Il nuovo codice venne promulgato da papa Giovanni Paolo II il 25 gennaio 1983 con la costituzione apostolica Sacrae disciplinae legis, con varie caratteristiche: armonizzazione del diritto sancito nel codice precedente ai vari concili, specialmente al Concilio Vaticano II, allontanamento dai codici secolari (contrariamente al codice del 1917 che vi si avvicinava notevolmente). Nell'ottobre 2008 papa Benedetto XVI approvò la nuova legge sulle fonti del diritto per lo Stato del Vaticano. La legge, entrata in vigore il 1º gennaio 2009, sostituisce quella del 7 giugno 1929, che fu emanata in seguito alla stipula dei patti lateranensi l'11 febbraio dello stesso anno.
La nuova legge riconosce che l'ordinamento canonico diventerà la prima fonte normativa e il primo criterio di riferimento interpretativo, mentre le leggi italiane e di altri Stati non verranno più recepite automaticamente, ma entreranno nell'ordinamento solo dopo una previa ed esplicita autorizzazione pontificia. Nel luglio 2013 con motu proprio, quale sovrano assoluto, papa Francesco ha modificato la parte penale del diritto canonico, che si applica quasi esclusivamente all'interno dello Stato della Città del Vaticano.

### Caratteristiche
Il diritto canonico cattolico dell'età contemporanea ammette due fonti principali. La principale deriva direttamente dalla volontà del papa regnante come sovrano assoluto. Larga parte del diritto canonico moderno è stata pubblicata su fonti ufficiali, di cui la principale è quella del codice di diritto canonico.
Le norme di diritto divino sono ritenute dalla Chiesa di fonte divina (es.: la Rivelazione) e la Chiesa ritiene che siano assolutamente inderogabili da leggi umane, civili o ecclesiastiche; quelle di diritto umano scaturiscono, invece, dal volere delle autorità costituite dalla Chiesa cattolica per il governo della comunità dei fedeli quali ad esempio il papa e il Concilio ecumenico.

## Le fonti
Nella Bibbia
Nei versi di 1 Corinzi 5:9-13 e 1 Corinzi 6:1-10, San Paolo invita i confratelli nel Signore Gesù a non avvalersi dei tribunali dell'impero romano piuttosto che delle civiltà nelle quali i Cristiani battezzati sono nati e risiedono. Invita ad espellere dalla comunità quanti non vivono in conformità ai precetti della legge divina e nello stesso tempo incoraggia a giudicare i fratelli in Cristo per accrescere la virtù dei singoli e della comunità. I fedeli vengono esortati a non creare liti coi loro fratelli e a non adire giudici infedeli a Cristo e privi di autorità spirituale nella Chiesa.
Questi passaggi biblici delineano l'esistenza di un sistema giurisdizionale autonomo all'interno delle prime comunità cristiane. Esso riflette la dottrina della comunione dei santi che nella vita terrena sono chiamati al silenzio con gli infedeli e a giudicare i loro fratelli per le cose del mondo, mentre, purificati da ogni possibilità di peccato con la morte e perfezionati nel Corpo Mistico di Cristo, alla fine dei tempi saranno chiamati a giudicare il mondo intero, compresi gli angeli che vi hanno operato.
La giustizia amministrata dalle autorità apostoliche accettati anche come giudici civili ed ecclesiastici da parte dalla prima generazione di Cristiani rispondeva alla legge mosaica codificata nell'Antico Testamento e ampliata dagli insegnamenti di Gesù.

### Fonti utilizzate
- Renata Ago e Vittorio Vidotto, Storia Moderna, Roma, Laterza, 2021, ISBN 978-88-593-0063-2, SBN RT10139384.
- Mario Ascheri, I diritti del Medioevo italiano (secoli XI-XV), Roma, Carocci, 2000, ISBN 978-8843016105, SBN RAV0682992.
- Mario Ascheri, Introduzione storica al diritto medievale, Torino, Giappichelli, 2007, ISBN 978-8834877234, SBN URB0655939.
- Alessandro Barbero e Chiara Frugoni, Dizionario del medioevo, Laterza, 2001  [1994], ISBN 9788842063742.
- Elena Bonora, La Controriforma, Roma, GLF editori Laterza, 2001, ISBN 88-420-6233-2, SBN RAV0719710.
- Ute-Renate Blumenthal, La lotta per le investiture, Napoli, Liguori, 1990, ISBN 88-207-1775-1, SBN LO10035890.
- Franco Bolognini, Lineamenti di diritto canonico, Torino, Giappichelli, 1991, ISBN 88-348-0445-7, SBN CFI0202749.
- Francesco Calasso, Medio Evo del diritto, Milano, Giuffrè, 1954, ISBN non esistente, SBN TO00513100.
- Giovanni Filoramo, Edmondo Lupieri e Salvatore Pricoco, L'antichità, in Giovanni Filoramo e Daniele Menozzi (a cura di), Storia del Cristianesimo, Roma, Laterza, 1997, ISBN 88-420-5230-2, SBN TO00577986.
- Paolo Grossi, L'ordine giuridico medievale, Roma, Laterza, 2003, ISBN 88-420-4677-9, SBN RMG0116749.
- Jörg Jarnut, Storia dei Longobardi, Torino, Einaudi, 2002, ISBN 88-06-16182-2, SBN MIL0543784.
- Cinzio Violante e Johannes Fried (a cura di), Il secolo XI: una svolta?, Bologna, Il mulino, 1993, ISBN 88-15-04095-1, SBN MIL0170959.
- Luciano Musselli, Storia del diritto canonico. Introduzione alla storia del diritto e delle istituzioni ecclesiali, 2ª ed., Torino, G. Giappichelli, 2007, ISBN 978-88-348-7485-1, SBN TO01607361.
- Emanuela Prinzivalli e Manlio Simonetti, Seguendo Gesù, vol. 1, Milano, Fondazione Lorenzo Valla-Mondadori, 2010, ISBN 978-8804594222, SBN CFI0778011.
- Adriana Campitelli, Europeenses : presupposti storici e genesi del diritto comune, 2ª edizione, Bari, Cacucci Editore, 2007  [1993], ISBN 88-8422-645-7, SBN RMG0158376.
- Antonio Padoa-Schioppa, Storia del diritto in Europa. Dal Medioevo all'età contemporanea, Bologna, Il Mulino, 2007, ISBN 978-88-15-11935-3, SBN USM1675775.
- Claudio Rendina, I papi. Storia e segreti. Da san Pietro a papa Francesco, Newton Compton Editori, 2005, ISBN 978-88-541-8821-1, SBN VEA1180327.

### Approfondimenti
- (EN) Harold Berman, Law and revolution: the formation of the Western legal tradition, Cambridge, Mass., Harvard University Press, 1983, ISBN 0-674-51774-1, OCLC 8827871.
- Arturo Cattaneo, Fondamenti ecclesiologici del diritto canonico, Marcianum Press, Venezia, 2011
- Giuseppe Dalla Torre, Lezioni di Diritto Canonico, Giappichelli Editore, Torino, 2004 ISBN 88-348-4560-9
- Giuseppe Dalla Torre, Geraldina Boni, Conoscere il diritto canonico, Edizioni Studium, Roma, 2006 ISBN 88-382-3992-4
- Péter Erdö, Storia delle fonti del diritto canonico, Marcianum Press, Venezia, 2008
- Carlo Fantappié, Storia del diritto canonico e delle istituzioni della Chiesa, Bologna, Il Mulino, 2011
- Luciano Musselli, Mario Tedeschi, Manuale di diritto canonico, Monduzzi, Bologna, 2006, ISBN 88-323-6026-8
- Javier Otaduy, Lezioni di diritto canonico - Parte Generale, Marcianum Press, Venezia, 2011
- Bruno Fabio Pighin, Diritto penale canonico - Nuova edizione, Marcianum Press, Venezia, 2014
- (FR) Willy Rordorf e André Tuilier (a cura di), La doctrine des douze Apôtres (Didachè), 2ª ed., Parigi, Cerf, 1998, ISBN 9782204059992, SBN NAP0230175.
- Velasio De Paolis, La Chiesa cattolica e il suo ordinamento giuridico (PDF), in Ius Ecclesiae, vol. 18, n. 1, 2006,  pp. 3-27 (archiviato il 5 dicembre 2024).